# Kierin Kirby
Kierin Magenta Kirby, född 15 augusti 1963 i Youngstown, Ohio, känd som Lady Miss Kier, är en amerikansk sångerska, DJ och musikproducent. Hon var sångerska i gruppen Deee-lite mellan 1986 och 1996. Kierin Kirby stämde det japanska företaget Sega eftersom hon ansåg att de stulit hennes karaktär kallad Miss Lady Kier som i Segas version heter Ulala i spelet Space Channel 5. Kierin Kirby förlorade i domstol mot Sega och blev skyldig att betala rättegångskostnaderna.

## Diskografi

### Med Deee-Lite
Studioalbum
- World Clique (1990)
- Infinity Within (1992)
- Dewdrops in the Garden (1994)

Samlingsalbum
- Dewdrops in the Remix (1995)
- Sampladelic Relics & Dancefloor Oddities (1996)
- The Very Best of Deee-Lite (2001)

Singlar (urval)
- "Groove Is in the Heart" (1990)
- "Power of Love" (1990)
- "Runaway" (1992)
- "Bring Me Your Love" (1994)
- "Call Me" (1995)